# Graandok
Het voormalig Graandok, gegraven en gebouwd in 1964, lag in het noordelijke havengebied van Antwerpen tussen het Churchilldok en het Zesde Havendok. Dit Graandok verving het Oude Graandok in 1993 voorgoed. Het dok deed zijn naam eer aan door de grote wal-graanzuiger-installaties die zowel in het Graandok als aan de kaden van het Zesde Havendok dienstdoen. Dit Graandok was in feite geen rustig schuildok zoals het oudere gedempte Graandok. Het Nieuwe Graandok was 396,75 meter lang waarvan het begindok 116 meter lang was en het einddok 240 meter, bij 2 meter minimumdiepte.
Het nieuwe Graandok is op de pierkade (Graandok en Zesde Havendok) met de nummeringen 354, 356, 358 en hoek 360 van het Graandok en de nummeringen 350 tot 352 van het Zesde Havendok de vaste wal-graanzuiger-installaties gevestigd. Aan nummer 360 tot nummer 362 ligt de concessie van Sobelgra. Achter de kade nummer 362, aan de noordoostzijde, ligt het café-restaurant Mira-Bari en een taxfreetankstation. Aan nummer 364 tot nummer 366 noordoostkant, heeft de firma Cobelfret zijn concessies. Tussen de nummeringen 354, 372 en de buitenkade van het Zesde Havendok is de versmalde geulingang. Aan nummer 368 ligt een insteekdok waar roroschepen kunnen laden en lossen. Het Graandok was echter te klein geworden en men heeft besloten dit dok als containerterminal te gaan gebruiken. Na het dempen van het havendok met zand, gewonnen bij uitdieping van onder andere het Churchilldok, is het Graandok in de zomer van 2013 gebetoneerd.
Op de Antwerpse rechteroever van de Schelde:
Albertdok · Amerikadok · Asiadok · Bevrijdingsdok · Bonapartedok · Churchilldok · Derde Havendok · Eerste Havendok · Graandok · Hansadok · Houtdok · Industriedok · Kanaaldok · 
Kattendijkdok · Kempisch dok · Kooldok · Leopolddok · Lobroekdok · Margueriedok · Marshalldok · Noordschippersdok · Petroleumdok · Sasdok · Schippersdok · Schuildok voor Lichters · Siberiadok · Steendok · Straatsburgdok · Suezdok · Tweede Havendok · Verbindingsdok · Vierde Havendok · Vijfde Havendok · Willemdok · Zesde Havendok · Zuiderdokken
Op de Oost-Vlaamse linkeroever van de Schelde:
Deurganckdok · Doeldok · Noordelijk Insteekdok · Saeftinghedok · Verrebroekdok · Vrasenedok · Waaslandkanaal · Zuidelijk Insteekdok